# Pseudoarchéologie

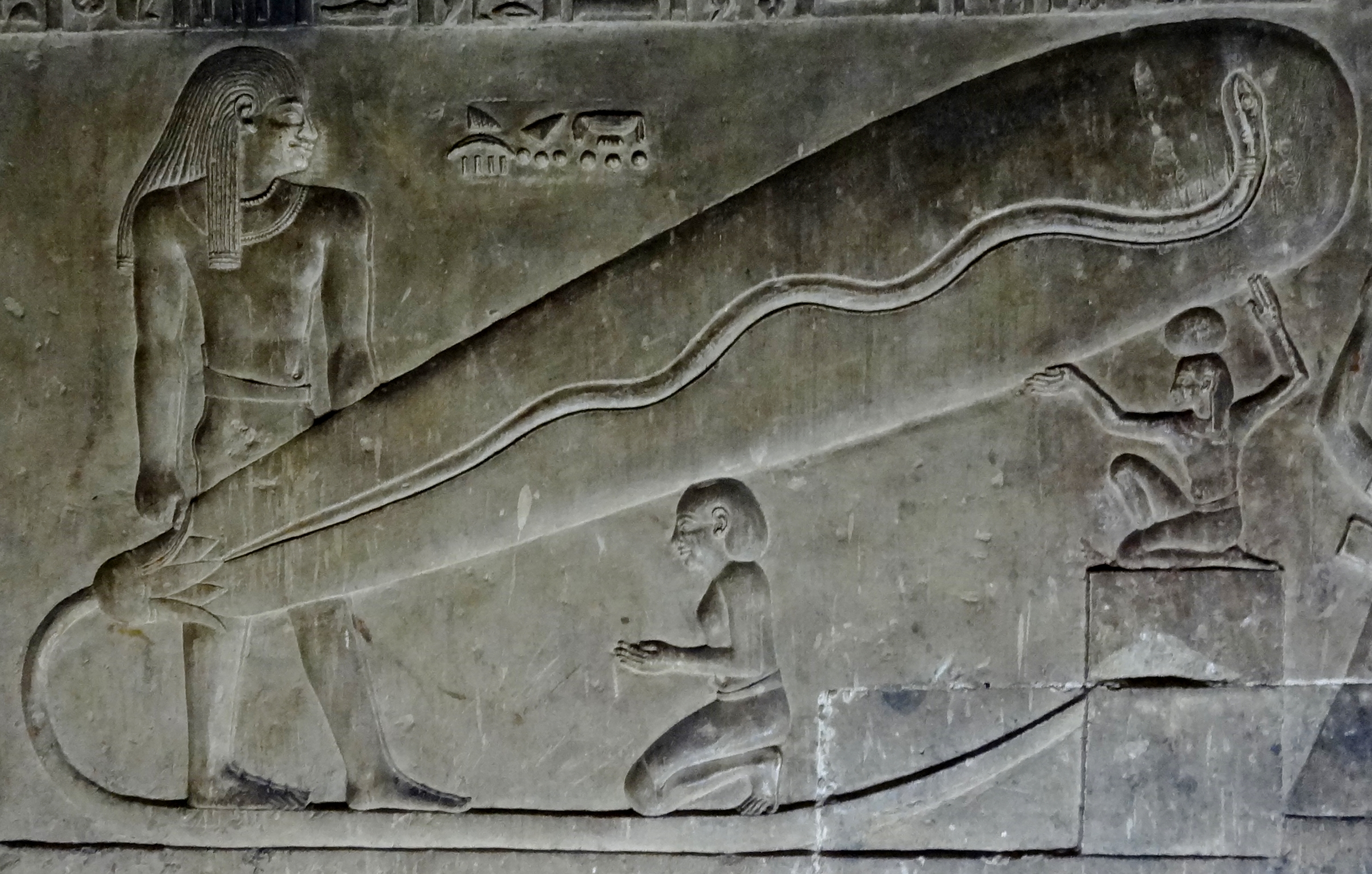
Le motif parfois désigné sous le nom d'« ampoule de Dendérah » fait l'objet de théories pseudoarchéologiques, qui soutiennent l'usage de l'électricité par les anciens Égyptiens.

La pseudoarchéologie, aussi appelée « archéologie fantastique », « archéologie romantique », « archéomanie » ou « cryptoarchéologie », est un terme désignant l'archéologie pseudo-scientifique,.
Les hypothèses risquées proposées par la pseudoarchéologie se caractérisent souvent par leur  sensationnalisme à contre-courant des résultats de la recherche historique et archéologique menée selon la méthode scientifique par les chercheurs professionnels. Ces hypothèses obtiennent ainsi parfois une certaine résonance dans l'opinion malgré leur caractère indémontrable et irrationnel.

## Thèmes fréquents
La pseudoarchéologie est souvent liée à des motivations nationalistes ou religieuses, à des croyances ou à une forme d'ethnocentrisme, un biais cognitif tel que l'eurocentrisme, l'afrocentrisme radical, le chauvinisme Han, etc.
On peut citer par exemple :
- les recherches de l'Ahnenerbe sur l'existence d'une mythique race aryenne ;
- les polémiques sur l'origine non indo-européenne de la langue étrusque[à vérifier] ;
- l'hypothèse de contacts précolombiens entre la civilisation maya et l'Égypte antique[3] ;
- la localisation de l'arche de Noé sur le mont Ararat[4] ;
- les preuves pseudo-archéologiques soutenant les affirmations du Livre de Mormon aux États-Unis ;
- la recherche de continents perdus comme l'Atlantide, Mu ou la Lémurie ;
- l'astroarchéologie, l'affirmation de l'origine extraterrestre de certains artefacts ou la spéculation sur le rôle civilisateur d'anciens astronautes.

## Sites sujets à spéculation
Certains sites archéologiques, qui peuvent être étudiés scientifiquement par ailleurs, font l'objet de nombreuses spéculations. Notamment :
- la pyramide de Khéops et le sphinx de Gizeh en Égypte,
- l'île de Pâques,
- Teotihuacan, Palenque et Chichén Itzá au Mexique,
- les géoglyphes de Nazca au Pérou,
- les sphères mégalithiques du Costa Rica,
- le monument mégalithique de Stonehenge en Angleterre,
- le tombeau de Saint Jacques en Espagne.